# Paul Morrissey
Paul Morrissey (23. února 1938 New York – 28. října 2024 tamtéž) byl americký filmový režisér, známý pro svoji spolupráci s Andym Warholem.
Vystudoval literaturu na newyorské Fordham University a následně odešel do armády. Po návratu začal natáčet nezávislé filmy a poté, co se setkal s Andym Warholem, začal pracovat pro něj. U Warhola působil do poloviny sedmdesátých let. Je režisérem či autorem několika Warholových filmů.
Zemřel 28. října 2024 na zápal plic v nemocnici na Manhattanu.

## Filmografie
- Flesh (1968)
- Trash (1970)
- Women in Revolt (1972)
- Heat (1972)
- L'Amour (1973)
- Flesh for Frankenstein (1973)
- Blood for Dracula (1974)
- Pes baskervillský (1978)
- Madame Wang's (1981)
- Forty Deuce (1982)
- Mixed Blood (1985)
- Beethoven's Nephew (1985)
- Spike of Bensonhurst (1988)
- Veruschka – Die Inszenierung (m)eines Körpers (2005)
- News from Nowhere (2010)